# 역전파
역전파(逆傳播), 오차 역전파법(영어: Backpropagation 백프로퍼게이션[*]) 또는 오류 역전파 알고리즘은 다층 퍼셉트론 학습에 사용되는 통계적 기법을 의미한다.
기계 학습에서 사용되는 학습 구조로 다층 퍼셉트론이 있다. 일반적인 다층 퍼셉트론의 형태는 입력층 - 은닉층 - 은닉층 - ... - 출력층으로 구성되며, 각 층은 서로 교차되는 가중치 값으로 연결되어 있다. 출력층에서 제시한 값이 실제 원하는 값에 가까워지도록 학습하기 위해 통계적 방법에 의한 오차역전법을 사용한다.
오차역전법은 동일 입력층에 대해 원하는 값이 출력되도록 개개의 가중치를 조정하는 방법으로 사용되며, 속도는 느리지만 안정적인 결과를 얻을 수 있는 장점이 있어 기계 학습에 널리 사용되고 있다.

## 역사
역전파는 1960년대 초반부터 연구가 진행되었고, 1970년대에는 컴퓨터에서 실행시킬 수 있도록 구현되었다.

## 같이 보기
- 신경 회로
- 앙상블 학습법
- 에이다부스트
- 과적합